# Rezervația peisagistică Tusa-Barcău
Rezervația peisagistică Tusa - Barcău este o arie protejată de interes național ce corespunde categoriei a IV-a IUCN (rezervație naturală, tip peisagistic și forestier) situată în județul Sălaj, pe teritoriul administrativ al comunei Sâg. 

## Localizare
Aria naturală cu o suprafață de 13,43 ha este situată în partea sud-estică Munților Plopișului, în extremitatea sud-vestică a județului Sălaj, în Țara Silvaniei (zona de contact a Crișanei cu Transilvania) pe teritoriul sud-vestic al satului Tusa, aproape de limita de graniță cu județul Cluj.

## Înființare
Rezervația naturală a fost declarată arie protejată prin Legea Nr.5 din 6 martie 2000 (privind aprobarea Planului de amenajare a teritoriului național - Secțiunea a III-a - zone protejate). Aceasta se află în apropierea zonei de contact al Munților Plopișului cu Munții Meseș (în apropierea izvoarelor Barcăului) și se suprapune sitului de importanță comunitară Tusa - Barcău. 
Arealul reprezintă o zonă naturală constituită pe șisturi cristaline acoperite cu conglomerate (gresii, argile și nisipuri), ce include un sector de pădure (făgete pure de dealuri și făgete amestecate), o zonă de pajiște și două izbucuri (Izbucul Mare și Izbucul Mic) cu un impresionant debit de apă.

## Biodiversitate

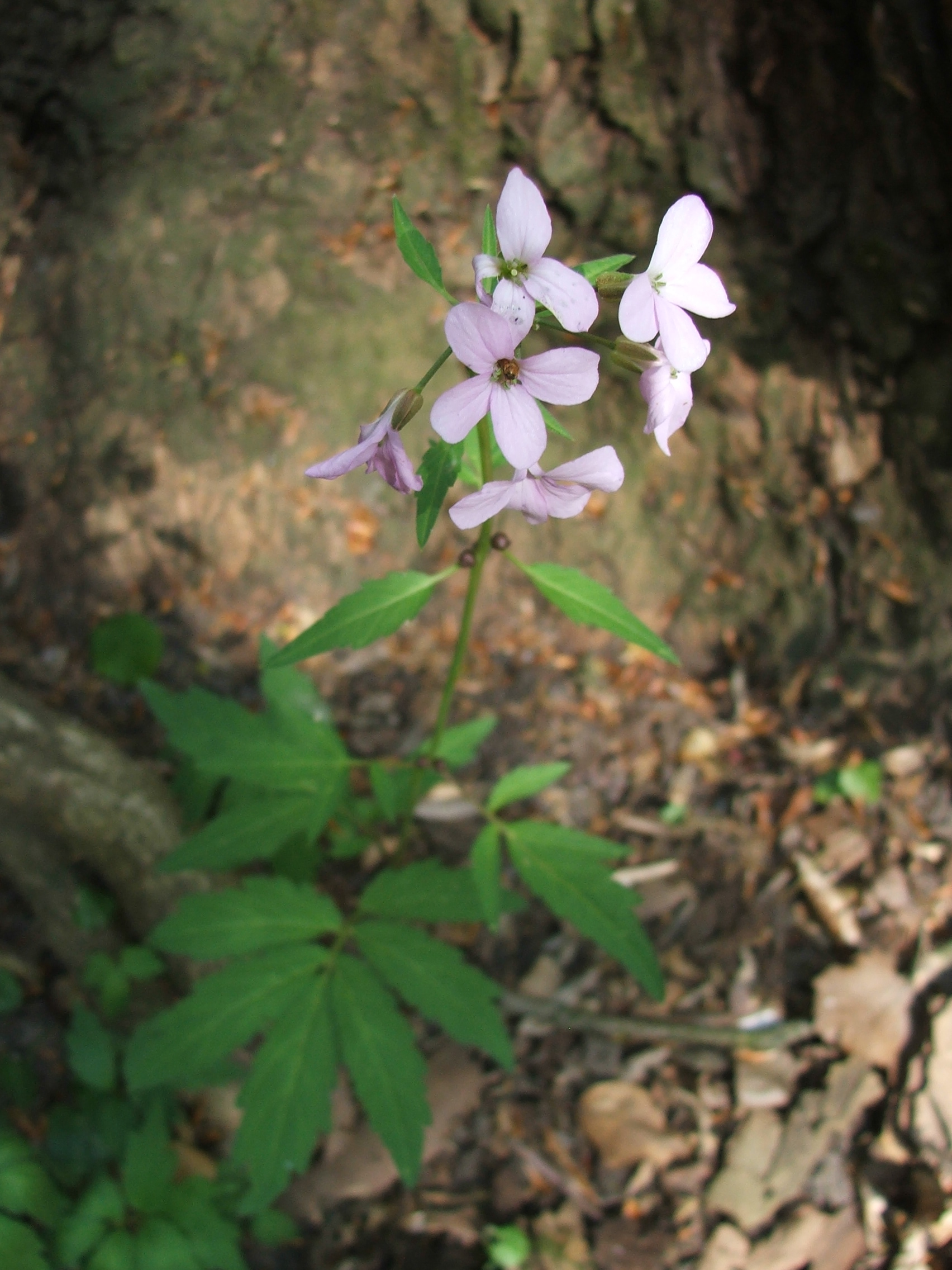
Colţişor (Dentaria bulbifera)

Aria protejată se suprapune sitului Natura 2000 - Tusa - Barcău și dispune de tipuri de habitate cu păduri de fag de tip Asperulo-Fagetum (păduri dacice de fag și carpen cu vegetație de colțișor). 
Flora este constituită din arbori și arbusti cu specii de: fag (Fagus sylvatica), carpen (Carpinus betulus), stejar (Quercus robur), mesteacăn (Betula pendula),  cer (Quercus cerris), frasin (Fraxinus excelsior), alun (Corylus avellana), lemnul câinelui (Ligustrum vulgare), sânger (Cornus sanguinea), păducel (Crataegus monogyna), porumbar (Prunus spinosa), mur (Rubus fruticosus), măceș (Rosa canina), afin (Vaccinium myrtillus), zmeur (Rubus idaeus). 
La nivelul ierburilor este întâlnită o plantă erbacee din familia cruciferelor (Brassicaceae), cunoscută sub denumirea populară de colțișor (Dentaria bulbifera).
În arealul rezervației este semnalată prezența unei insecte cunoscută sub denumirea populară de cosaș-de-munte-cu-picioare-roșii (Odontopodisma rubripes), specie (din familia Acrididae) protejată prin Directiva Consiliului European (anexa I-a) 92/43/CE din 21 mai 1992 (privind conservarea habitatelor naturale și a speciilor de faună și floră sălbatică)  și aflată pe lista roșie a IUCN, fiind considerată ca vulnerabilă.

## Căi de acces
- Drumul național (DN1H) Șimleu Silvaniei - Nușfalău - drumul județean (DJ191D) pe ruta: Fizeș - Sâg - Tusa
- Drumul național (DN1) Cluj Napoca - Huedin - Ciucea - drumul județean (DJ108A) - Vânători - drumul județean (DJ191D) - Tusa

## Atracții turistice
În vecinătatea rezervației naturale se află mai multe obiective de interes turistic (lăcașuri de cult, monumente istorice, muzee, zone naturale), astfel:

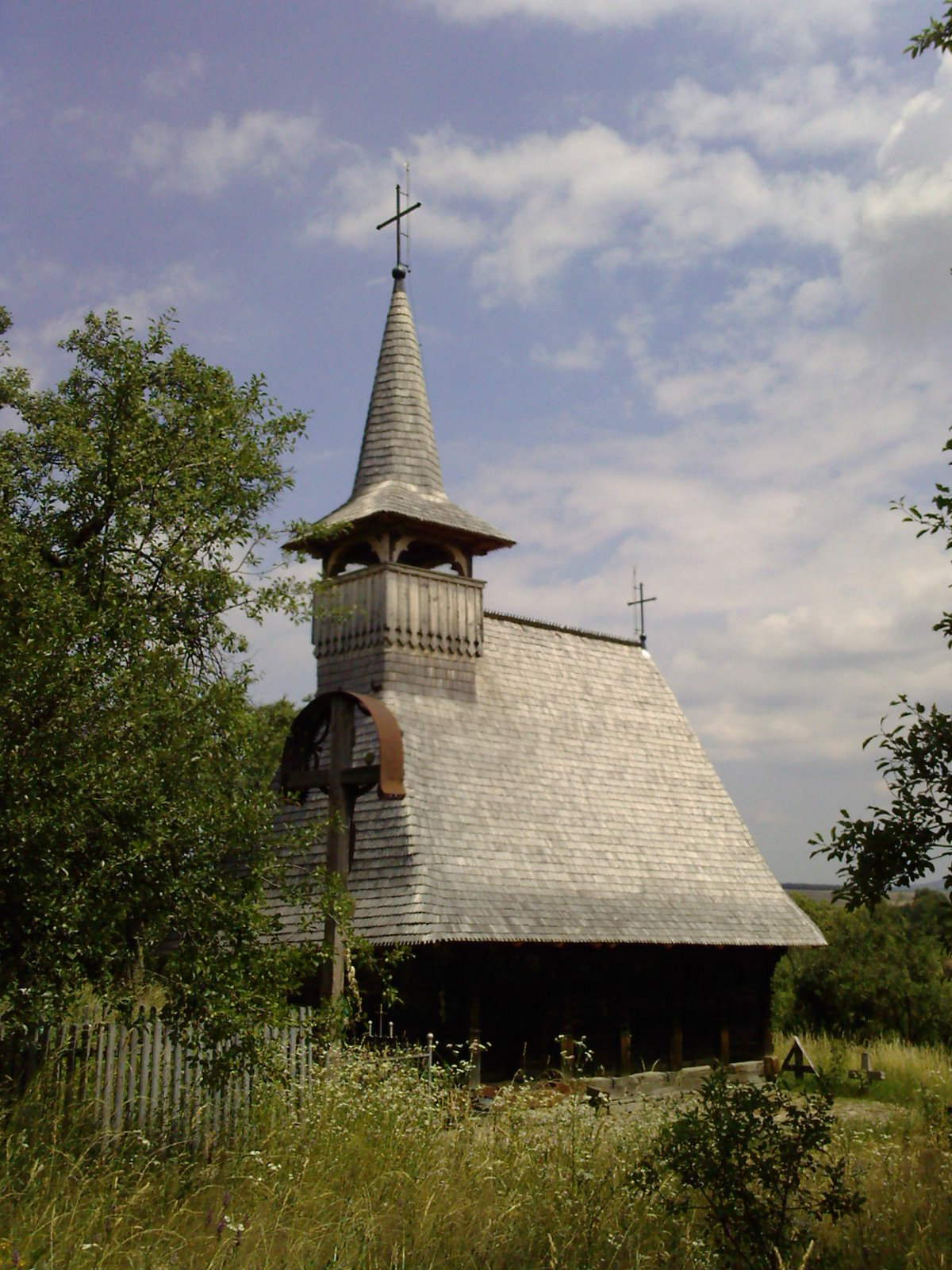
Biserica de lemn din Sârbi

- Biserica de lemn din Tusa (monument istoric) construită în secolul al XVIII-lea.
- Biserica de lemn din Sârbi construită în anul 1760 de către meșterii Achim Pop și Ivan Druglit și pictată de zugravul de biserici Dimitrie Ispas de la Gilău, monument istoric.
- Biserica de lemn din Gălpâia cu hramul „Nașterea Maicii Domnului”  (monument istoric) este construită în anul 1575 în satul Gălpâia și strămutată în 1939 în incinta muzeului de la Ciucea, Cluj.
- Vârful Măgura Priei, Munții Meseș
- Izvoarele Barcăului
- Păstrăvăria de la Tusa
- Muzeul din Cizer (casă de lemn acoperită cu paie, construită în   secolul al XVIII-lea)
- Conacul Octavian Goga din Ciucea, domeniu ce a aparținut familiei  marelui poet Octavian Goga și pe care se află casa memorială a poetului (conacul); casa (Casa Ady) memorială a poetului maghiar Ady Endre născut în comitatul Sălaj; casa de oaspeți (Casa albă), Mănăstirea „Nașterea Maicii Domnului”, biserica de lemn și mausoleul (Mausoleul iubirii).